# Parc national Laguna del Laja
Le parc national Laguna del Laja est un parc national situé dans la région du Biobío au Chili. Créé en 1958, Il est administré par la Corporación Nacional Forestal (CONAF).

## Flore
On y observe le cyprès de la cordillère (Austrocedrus chilensis), l'araucaria du Chili  (Araucaria araucana).